# Ditaxis lanceolata
Ditaxis lanceolata är en törelväxtart som först beskrevs av George Bentham, och fick sitt nu gällande namn av Ferdinand Albin Pax och Käthe Hoffmann. Ditaxis lanceolata ingår i släktet Ditaxis och familjen törelväxter. Inga underarter finns listade i Catalogue of Life.